# Kozace, Putîvl
Kozace (în ucraineană Козаче) este localitatea de reședință a comunei Kozace din raionul Putîvl, regiunea Sumî, Ucraina.

## Demografie
Componența lingvistică a localității Kozace
     Rusă (87,5%)
     Ucraineană (12,17%)
Conform recensământului din 2001, majoritatea populației localității Kozace era vorbitoare de rusă (87,5%), existând în minoritate și vorbitori de ucraineană (12,17%).